# 石垣市立伊原間中学校
石垣市立伊原間中学校（いしがきしりつ いばるまちゅうがっこう）は、沖縄県石垣市伊原間（石垣島）にある市立中学校である。
「いばちゅう」という愛称で地元の人々から親しまれている。
校歌は、伊波南哲作詞、糸洲長良作曲である。

## 沿革

### 前身校
- 1898年 - 大川尋常小学校伊原間分校創立[3]。
- 1951年（昭和26年）
  - 3月31日 - 白保中学校伊野田分校設置認可[4]。
  - 4月1日 - 白保中学校伊原間分校及び平久保分校設置[4]。
- 1954年（昭和29年）12月21日 - 野底小中学校が独立校として開校[4]。
- 1955年（昭和30年）
  - 1月20日 - 野底小中学校設置認可[4]。
  - 9月19日 - 伊野田小中学校明石分校設置認可[4]。
  - 12月05日 - 伊野田小中学校明石分校開校式挙行[4]。
- 1957年（昭和32年） - 伊原間分校が伊原間小中学校として独立認可[3]。

### 伊原間中学校
- 1963年（昭和38年）
  - 4月1日 - 伊原間、伊野田、野底、明石、平久保の5中学校が統合され、伊原間中学校として開校[3][5][6]。
  - 4月9日 - 開校式挙行[4]。
- 1972年（昭和47年）5月15日 - 本土復帰に伴い、石垣市立伊原間中学校となる[6]。
- 1993年（平成5年）12月5日 - 伊原間中学校統合30周年記念式典挙行。記念事業により体育館、武道場、プール、図書室等落成[7]

## 通学区域
字桃里(全)、字白保1429～1794、字伊原間(全)、字平久保(全)、字野底(全)、字桴海337

## 教育
全校生徒は約30人程度であり、少人数教育を実施している。